# Mokre (powiat słupski)
Mokre (kaszb. Mòkré, niem. Mockree) – zniesiona osada w Polsce położona w województwie pomorskim, w powiecie słupskim, w gminie Główczyce w pradolinie Łeby.

## Nazwa
Nazwa miejscowości, wzmiankowana po raz pierwszy w 1300 w formie Mokere, ma pochodzenie słowiańskie i charakter topograficzny. Jest wyporowadzona z przymiotnika mokre. Niemiecka nazwa Mockree jest adaptacją fonetyczną pierwotnej nazwy słowiańskiej. Niemiecka nazwa Mockree jest adaptacją fonetyczną pierwotnej nazwy słowiańskiej. W latach 1937–1945 miejscowość nosiła nazwę Husarenberg – jest to tzw. chrzest nazewniczy o charakterze kulturowym, złożony z dwóch członów-nazw pospolitych: Husar „huzar” i Berg „góra”'. 
Rada Języka Kaszubskiego proponuje kaszubską formę nazwy Mòkré.

## Historia
W latach 1975–1998 miejscowość administracyjnie należała do województwa słupskiego.
Osada wchodziła w skład sołectwa Podole Wielkie.
Nazwa miejscowości została zniesiona z 2022 r.